# Julia Świątkiewicz
Julia Świątkiewicz (ur. 17 lipca 1999) – polska judoczka.
Zawodniczka UKJ Lemur Warszawa (od 2012). Dwukrotna brązowa medalistka mistrzostw Polski seniorek w kategorii powyżej 78 kg (2017, 2018). Ponadto m.in. złota medalistka pucharu Europy juniorek (Coimbra 2019) oraz mistrzyni Polski juniorów 2019.